# Elhadi Elkawisah
Mohamed Elhadi ElKawisah (* 8. března 1987 v Tripolisu, Libye) je libyjský zápasník – judista.

## Sportovní kariéra
Na mezinárodní scéně se objevuje od roku 2007 společně s mladším bratrem Ahmedem. Mimo africký kontinent však vyjíždějí sporadicky. V roce 2016 dosáhl na africkou kontinentální kvótu pro účast na olympijských hrách v Riu, kde vypadl v prvním kole.

## Výsledky
| Turnaj             | 2007            | 2008            | 2009            | 2010            | 2011            | 2012            | 2013            | 2014            | 2015            | 2016            |
| Turnaj             | 20              | 21              | 22              | 23              | 24              | 25              | 26              | 27              | 28              | 29              |
| Turnaj             | superlehká váha | superlehká váha | superlehká váha | superlehká váha | superlehká váha | superlehká váha | superlehká váha | superlehká váha | superlehká váha | superlehká váha |
| ------------------ | --------------- | --------------- | --------------- | --------------- | --------------- | --------------- | --------------- | --------------- | --------------- | --------------- |
| Olympijské hry     |                 | —               |                 |                 |                 | —               |                 |                 |                 | úč.             |
| Mistrovství světa  | —               |                 | —               | —               | —               |                 | —               | —               | úč.             |                 |
| Africké hry        | 7.              |                 |                 |                 | 3.              |                 |                 |                 | 7.              |                 |
| Mistrovství Afriky |                 | 5.              | 2.              | 5.              | 1.              | 5.              | 3.              | 7.              | 2.              | 3.              |